# コチカル・テギン
コチカル・テギン（火赤哈児的斤/Qočqar tigin、生没年不詳）は、13世紀初頭に活躍したモンゴル帝国領ウイグル王国の王（イディクート）。コチカル・テギンの治世において「カイドゥの乱」が勃発し、カイドゥの侵攻によって首都ビシュバリクからカラ・ホージャ（高昌）の遷都を余儀なくされたことで知られる。
『元史』などの漢文史料では火赤哈児的斤(huǒchìhāér dejīn)と表記されるが、蒙漢合壁碑（ウイグル文字文と漢文の両方が記される碑文）の「高昌王世勲碑」の記述によりテュルク語で「公羊」を意味する「コチカル・テギン（Qočγar tigin）」が正しい名前であると判明している。

## 生涯
コチカル・テギンはモンゴル帝国に初めて臣従したバルチュク・アルト・テギンの曾孫にあたり、マムラク・テギンの息子として生まれた。コチカルはクビライが帝位継承戦争に勝利を収めて間もなくの頃に天山ウイグル王国の君主となり、1266年（至元3年）にクビライ（セチェン・カアン）によりイディクートの地位を認められた。しかし、1268年（至元5年）には中央アジアのカヤリクに領地を持つカイドゥがクビライに叛旗を翻し、両者の中間に位置するウイグル王家はカイドゥの攻撃対象となった。この頃は主戦場がモンゴル高原であり、比較的ウイグル王家への被害は少なかったものの、ウイグル王家は首都ビシュバリクを放棄して南のカラ・ホージョに逃れざるをえなくなった。なお、この時クビライはカイドゥとの戦いで四散したウイグルの民がウイグル王家の下に戻れるよう命じている。
しかし、1275年（至元12年）にはカイドゥの同盟者でチャガタイ家のドゥア・ブズマ兄弟が12万の大軍を擁してウイグリスタンに侵攻し、これに応戦しようとしたクビライ側の諸王アジキ・アウルクチも敗れ、遂にコチカルの拠るカラ・ホージョはドゥア軍に包囲された（カラ・ホジョの戦い）。ドゥアはコチカルに対して早くから投降を勧めたがコチカルは「忠臣は二君につ仕えず」と述べてこれを拒否し、ドゥア軍によるカラ・ホージョ包囲は6カ月に及んだ。投降を拒むウイグル王家に対してドゥアは矢文を入れ、「我もまた太祖チンギス・カンの末裔であるのに、何故爾は我に投降しないのか。［かつてチンギス・カンが娘をバルチュクに与えたように］爾が娘を我に与えるというのなら、我は兵を引こう。さもなければ、カラ・ホージョを攻め立てよう」と伝えた。これを見たコチカルは「どうして一人の娘を惜しんで民の命を救うことを諦められようか」と語り、娘（也立亦黒迷失別吉/エル・イクミシュ・ベキ）を差し出すことでドゥア軍の包囲を解かせる道を選んだ。しかし、コチカルは娘を差し出してもドゥアらに投降するつもりはなく、城門を開けずにイクミシュを縄で城壁から垂らしてドゥア軍に差し出した。ドゥアは自らの言葉を守って軍を引き、こうしてカラ・ホージョは危機を脱することができた。その後、クビライの下を訪れたコチカルはその功績を称賛され、第3代皇帝グユクの娘ババカルと鈔10万錠を与えられた。
しかし、このカラ・ホージョの戦いから間もなくして中央アジアでは「シリギの乱」が勃発し、中央アジアにおけるクビライ側の防衛戦は崩壊して戦況は一気にカイドゥ・ドゥア側に傾いた。コチカルは寡兵を率いてカイドゥ軍と戦ったが戦況を覆すに至らず、戦死した。その地位は子のネウリン・テギンに引き継がれたがウイグル王家がビシュバリクを中心とする本領を取り返すことはこの後無く、コチカル及びネウリンの時代に天山ウイグル王国は実質的に解体することになった。

## 天山ウイグル王家
- ヨスン・テムル（Üsen temür ＞月仙帖木児/yuèxiān tièmùér）
  - バルチュク・アルト・テギン（Barǰuq art tigin ＞巴而朮阿而忒的斤/bāérzhú āértè dejīn,بارجق/bārjūq）
    - キシュマイン（Kišmain ＞کیشماین/kīshmāīn）
    - サランディ・テギン（Salandi tigin ＞سالندی/sālandī）
    - オグルンチ・テギン（Ögrünč tigin ＞玉古倫赤的斤/yùgǔlúnchì dejīn,اوکنج/ūknchī）
      - マムラク・テギン（Mamuraq tigin ＞馬木剌的斤/mǎmùlà dejīn）
        - コチカル・テギン（Qočqar tigin ＞火赤哈児的斤/huǒchìhāér dejīn）
          - ネウリン・テギン（Neülin tigin ＞紐林的斤/niǔlín dejīn）
            - テムル・ブカ（Temür buqa ＞帖木児不花/tièmùér bùhuā）
              - ブダシリ（Budaširi ＞不答失里/bùdáshīlǐ）
                - コシャン（Qošang ＞和賞/héshǎng）

            - センキ・テギン（Sengki tigin ＞籛吉/jiānjí）
            - タイピヌ・テギン（Taypinu tigin ＞太平奴/tàipíngnú）
            - ？オルク・テムル（Ürük temür ＞月魯帖木児/yuèlǔ tièmùér）
              - サンガ（Sangga ＞桑哥/sānggē）

          - キプチャクタイ（Qipčaqtai ＞欽察台/qīnchátái）
          - イル・イグミシュ・ベキ（Il yïγmïš begi ＞也立亦黒迷失別吉/yělì yìhēimíshī biéjí）
          - ソソク・テギン（Sösök tigin ＞雪雪的斤/xuěxuě dejīn）
            - ドルジ・テギン（Dorǰi tigin ＞朶児的斤/duǒér dejīn）
              - バヤン・ブカ・テギン（Bayan buqa tigin ＞伯顔不花的斤/bǎiyán bùhuā dejīn）